# Treball i Justícia Social - L'Alternativa Electoral
Treball i Justícia Social - L'Alternativa electoral (alemany: Arbeit und soziale Gerechtigkeit - Die Wahlalternative, WASG) fou un partit polític alemany d'esquerres fundat el 2005 per activistes desencantats amb el govern de la coalició Roja-Verda. El 16 de juny de 2007, WASG es va fusionar amb el Partit de l'Esquerra (Die Linkspartei) per formar Die Linke. En el moment de la seva fusió amb el Partit de l'Esquerra els membres del WASG eren uns 11.600.

## Història
El pla per a crear un nou partit d'esquerres va sorgir en un moment en què la reforma del mercat laboral (coneguda com a Hartz IV) va cristal·litzar les crítiques a la política del govern de Schröder. L'associació Wahlalternative Arbeit und soziale Gerechtigkeit e.V. va ser fundada el 3 de juliol de 2004 per la reunió de les associacions Initiative Arbeit und soziale Gerechtigkeit i Wahlalternative. Les crítiques a l'Agenda de 2010 i la reforma de Hartz IV i l'amenaça de la creació d'un nou partit conduïren a l'exclusió de diversos líders de la Sozialdemokratische Partei de Baviera (Klaus Ernst, Thomas Händel, Gerd Lobboda i Peter Vetter). La transformació de l'associació en un partit es va decidir formalment els dies 20 i 21 de novembre de 2004 a Nuremberg i Treball i Justícia Social - L'Alternativa Electoral es va crear finalment el 22 de gener de 2005 a Göttingen.
Al congrés de Dortmund (24 i 25 d'abril de 2007), el partit va decidir fundar un nou partit amb el Linkspartei (nou nom del PDS des del juliol del 2005). Al mateix centre de congressos, Linkspartei prengué decisions similars. Es va crear així el partit Die Linke (L'Esquerra), dirigit per Oskar Lafontaine i Lothar Bisky.